# Скандинавски модел
Държавата на всеобщото благоденствие или държавата на всеобщото благосъстояние или благополучие, наричана още Скандинавски или Шведски модел, е теория и практика за икономическо устройство на държавата, послужила като социален модел, съграден на базата на социалната държава на Ото фон Бисмарк.
Този тип държава се появява в някои страни от Средна, Западна и предимно Северна Европа през 60-те години на 20 век. Успешно следвания икономически модел е в основата на индоктринирането на другия подобен държавен модел в т.нар. социалистически страни, който според водещите неокейнсианци по него време не е нищо друго освен зле прикрита икономическа форма на държавен капитализъм, при който всички средства за производство са в ръцете на управляващите тези страни комунистически режими, състоящи се от партийна клика и номенклатура.
В държавата на всеобщото благоденствие водещи в икономическо и индустриално отношение са корпорациите - в случая големи обединения от търговски компании. Високо развитото социално общество при този модел е лишено от пороците на капитализма поради водещата роля на държавата - планираща и регулираща при запазване на частната собственост (в разлика от държавния капитализъм на бившите социалистически страни). Тя установява условията и правилата за функциониране на обществените сфери и заедно с това има ръководеща роля в планирането и социално справедливото осигуряване на обществените блага. Държавите следвали този успешен икономически модел бележат бърз икономически растеж, подсигурявайки всеобщо висок стандарт на живот на гражданите си.
При тази икономическа теория и модел държавата има водеща роля в стопанската сфера – в разлика от стихийността на неолиберализма. Този икономически полезен модел срива идеологически социализма в бившия съветски блок.